# Regimiento Fijo de Buenos Aires

Infantería de Buenos Aires 1770-1778

El Regimiento de Infantería de Buenos Aires, conocido generalmente como el Regimiento Fijo de Infantería de Buenos Aires (o el Fijo), fue una unidad de infantería de clase veterana del Ejército de España en el virreinato del Río de la Plata, que subsistió brevemente a la caída del poder imperial español en Buenos Aires luego de la Revolución de Mayo de 1810 en la futura Argentina.
Fue creado cuando el Río de la Plata era todavía una gobernación integrante del virreinato del Perú, y estaba en su mayoría conformado por españoles, pero los criollos igualmente gozaban de los mismos beneficios y privilegios que los soldados españoles. 
El fusil y la bayoneta eran sus armas características. En 1803 su uniforme era: casaca, chupa y calzón azules, vuelta y collarín encarnado, botón blanco. En Buenos Aires el cuartel del regimiento se hallaba ubicado en la posteriormente denominada Manzana de las Luces.

## Antecedentes
La tropa veterana de infantería del Río de la Plata estaba constituida hacia 1740 por 4 compañías con un total de 184 hombres, las cuales fueron conocidas como tropa antigua a partir de la llegada desde España a la Ensenada de Barragán, el 15 de marzo de 1737, de 4 compañías con 220 hombres del Regimiento de Cantabria. En 1743 ambas fuerzas fueron fusionadas y reorganizadas de acuerdo al Reglamento de Santo Domingo de 1738, quedando la Infantería Antigua constituida por 8 compañías. Cada una con un capitán, un teniente, un subteniente, 2 sargentos y 54 cabos y soldados, aunque la mayoría de las compañías estaban incompletas.

## Creación del regimiento
En 1764 fue creado en España el Batallón de Infantería de Buenos Aires, formado por una compañía de granaderos y 7 de fusileros. Fue trasladado ese año al Río de la Plata junto al Regimiento de Mallorca y 151 hombres, entre oficiales, sargentos, cabos y soldados veteranos con 2000 fusiles con bayonetas para crear las asambleas de las milicias. En 1766 llegaron a Buenos Aires 3 compañías del Batallón de Santa Fe, creado originalmente para Nueva Granada.
En diciembre de 1768 fue creado por el gobernador Francisco de Paula Bucarelli el Batallón de Infantería Antigua de Buenos Aires, con la tropa correspondiente a las 8 compañías y cuatro piquetes sueltos fijos (de la tropa antigua) en esta provincia.
En 1770 las 425 plazas del batallón comandado por el teniente coronel Agustín Ramón Pesquera tenía compañías destacadas en Montevideo, en el fuerte de San Miguel y en la fortaleza de Santa Teresa. 
Por la real orden del 26 de abril de 1771, efectivizada el 1 de abril de 1772, fue creado el Regimiento de Infantería de Buenos Aires al fusionarse el Batallón de Infantería de Buenos Aires (llamado moderno) con el Batallón de Infantería Antiguo de Buenos Aires (llamado antiguo) y el Batallón de Santa Fe. 
El rey envió a Buenos Aires 161 hombres que arribaron en abril de 1773 para completar el regimiento.

## Organización inicial
Su jefe era un coronel y estaba constituido al principio por dos batallones y 1377 plazas, el primero de los cuales estaba al mando del coronel y el segundo de un teniente coronel, quien era a su vez subjefe del regimiento. Cada batallón se componía de 8 compañías de fusileros y una de granaderos. 
Según el estado de fuerzas que el virrey Juan José de Vértiz y Salcedo elevó al ministro José de Gálvez y Gallardo el 22 de enero de 1780, el Regimiento Fijo estaba distribuido así:
- En Buenos Aires: 2 capitanes, 4 oficiales y 66 soldados
- En Colonia del Sacramento: 1 capitán, 2 oficiales y 122 soldados
- En Montevideo: 10 capitanes, 16 oficiales y 488 soldados
- En Maldonado: 3 capitanes. 4 oficiales y 246 soldados
- En Santa Teresa: 2 capitanes, 3 oficiales y 120 soldados
- En Santa Tecla: 1 oficial y 24 soldados
- En la Patagonia: 1 capitán, 3 oficiales y 102 soldados.

## Rebelión de Túpac Amaru II
Tres compañías del tercer batallón del regimiento concurrieron a la campaña contra Túpac Amaru II en 1781 y quedaron de guarnición en Oruro (5.ª Compañía), Potosí (parte de la 6.ª Compañía) y en la ciudad de Salta (7.ª Compañía y el resto de la 6.ª). En Salta se incorporó el joven Martín Miguel de Güemes en 1799. 
Una real cédula en 1783 autorizó al virrey a crear una bandera de reclutamiento en La Coruña (Galicia), para recibir voluntarios para el regimiento.
Desde 1784, al dar comienzo en Buenos Aires por órdenes del Virrey Juan José de Vértiz y Salcedo la Causa de Oruro, este regimiento estuvo a cargo de la custodia de los reos de la rebelión de 1781 en Oruro, que se había gestado en forma paralela y simultánea con la rebelión de Túpac Amaru II, aunque luego, debido a su contenido social fuertemente criollo, había seguido su propio curso insurgente. La custodia por parte del Regimiento Fijo de Infantería de los llamados calabozos de Oruro, situados en la actual Manzana de las Luces, duró toda la larga causa finalizada en 1801.

## Regimiento de 3 batallones

Infantería de Buenos Aires 1789

Infantería de Buenos Aires 1789

En agosto de 1789, el fijo pasó a tener tres batallones formados por siete compañías cada uno, al crearse el 3.º batallón con soldados del Regimiento de Infantería de Burgos y del 2.º batallón del Regimiento de Infantería de Extremadura (procedente del Alto Perú y de Salta) que se quedaron al retornar estos a España. Las compañías del 3.º batallón quedaron distribuidas en Salta, Oruro, Potosí, Chuquisaca, Puno y La Paz.
De los 1300 hombres que el regimiento tenía en 1798, 727 se hallaban en Montevideo, y el resto en Buenos Aires, isla Martín García, Colonia del Sacramento, Maldonado, Santa Teresa, Córdoba, Santa Fe, islas Malvinas, Salta, Carmen de Patagones, etc.
Según un informe de Félix de Azara de 1801, este regimiento debía contar con 2065 plazas europeas, de acuerdo a lo dispuesto.
En la relación del virrey Gabriel de Avilés y del Fierro a su sucesor Joaquín del Pino, escribió el 21 de mayo de 1801: 

El estado militar de estas Provincias, en cuanto á tropas veteranas, consta de un regimiento de infantería, cuyo pié fué de 3 batallones, pero su efectiva fuerza apenas será de dos (...) Toda esta tropa, escepto la compañía de Granaderos del 3.er Batallón, y un diminuto destacamento del mismo cuerpo, se hallan en la otra Banda, empleados en la guarnición de Montevideo y demás puestos de aquella costa del Rio y fronteras del Brasil (...) De resultas de la pasada rebelión, quedaron destacados en la Plata, Potosí y Oruro una compañía en cada una de estas poblaciones que se han ido disminuyendo en su fuerza por las bajas naturales ó indispensables en él trascurso de tantos años. Las partidas de demarcación de límites con el Brasil tienen también unas pequeñas partidas de tropas para su ausilio.

En un estado de fuerzas de 1802 se consignó que el fijo tenía una fuerza efectiva de 876 hombres.J
Los comandantes eran en 1803 el coronel Félix de Iriarte (como teniente coronel del regimiento), el coronel Pedro de Arze (como comandante de batallón) y el coronel José Ignacio de Merlos (como sargento mayor), estaba vacante el cargo de coronel del regimiento.
Las compañías situadas en el Alto Perú fueron disminuyendo su tropa al punto de que gobernador intendente de Potosí, Francisco de Paula Sanz expresó el 26 de julio de 1804 que el número de soldados de las dos compañías veteranas existentes en esa villa imperial sólo es de nueve hombres entre ambas.
A fines de julio de 1808 fueron restituidas a Potosí y a La Paz las compañías que a causa de las Invasiones Inglesas se habían concentrado en Chuquisaca.
Un oficio del 4 de octubre de 1809 señalaba la existencia de 4 compañías veteranas guarneciendo la ciudad de Chuquisaca, para las que se aprobaba la composición de 181 fusiles.

## Invasiones Inglesas

Infantería de Buenos Aires 1807

En 1805 volvieron a Buenos Aires los soldados que estaban en Salta ante el peligro de un ataque británico.
El virrey Rafael de Sobremonte dispuso el traslado de la unidad a Montevideo como previsión de un ataque británico en 1806. Cuando se produjo la primera de las Invasiones Inglesas el cuerpo permaneció guarneciendo esa ciudad, excepto por la Compañía de Granaderos que con 2 oficiales y 105 soldados marchó con Santiago de Liniers a la reconquista de Buenos Aires.
En 1807 el regimiento participó en la defensa de Montevideo y en la de Buenos Aires contra la Segunda Invasión Inglesa. En el combate del Cordón, el 20 de enero de 1807, intervinieron 260 soldados de la unidad. Al mando de Juan Antonio Martínez, el 3 de febrero de 1807 estuvieron entre las unidades que intentaron resistir el asalto británico a Montevideo.
El 13 de enero de 1809 la Junta Suprema de Sevilla dispuso en nombre del rey Fernando VII premiar a los oficiales de los distintos cuerpos veteranos y milicianos de Buenos Aires reconociendo los grados militares que se les había otorgado:

REGIMIENTO DE INFANTERÍA DE BUENOS AIRES.

Grado de Teniente Coronel.—Al Capitan don José Piriz. De Capitán.—Al Ayudante don Pedro Durán, y á los Tenientes don Pedro Aldecoa y don Juan José Viamont.

De Teniente.—A los Subtenientes don Agustín Lizaur, don Francisco Somalo y don Matías de la Raya.

De Subteniente.—A los Cadetes don Matías Güemez, don Benito Azcuenaga, don Mariano Rolon, don Agustín Herrera, don Pedro Regalado, don Pedro de la Torre, don Antonio Grimao, don Juan Pró, don Pedro José Duráu, don Venancio Ortega, don Alejandro de los Reyes, don Angel de los Reyes, don Luis Mendez, don José García de Cárdenas, don Juan Salvadores, don Juan Amaya, don Francisco Uriondo, don José de los Reyes y don Pedro Jimenez Castellanos.

De Capitán de Milicias.—Al Teniente de Milicias, agregado á este Cuerpo, don Manuel Bustamante.

## Alto Perú
Para sofocar las revueltas de Chuquisaca y La Paz, el virrey Baltasar Hidalgo de Cisneros envió desde Buenos Aires un contingente al mando de Vicente Nieto y del coronel de marina José de Córdoba y Rojas, que partió el 4 de octubre de 1809. Fueron organizadas tres divisiones con veteranos del Regimiento Fijo de Infantería, Dragones y de artillería, junto con una compañía de marina y otras de patricios, arribeños, montañeses, andaluces y artilleros de la Unión. En Salta se le incorporaron milicianos, pero al llegar al Alto Perú, no hizo falta que entraran en combate.
La compañía que se hallaba en Oruro fue destacada a La Paz en 1809, para participar de la represión, luego, en 1810 por orden de Nieto se dirigió a Chuquisaca.
Producida la Revolución de Mayo, Nieto formó con parte de los andaluces y montañeses el Cuerpo de Voluntarios del Rey. Las dos compañías del Fijo que estaban en el Alto Perú formaron las compañías veteranas del Real Borbón, que participaron en el combate de Cotagaita, siendo mencionadas por Córdoba y Rojas en el parte de batalla:

(...) mandé que las dos compañías veteranas del real Borbón a las órdenes del capitán graduado de teniente coronel don Juan de Dios Cabero (...) debo hacer particulares elogios de los veteranos del real Borbón mandados por Cabero (...)
Partes del Córdoba y Rojas sobre el combate de Cotagaita

En marzo de 1810 ambos cuerpos formaron el Batallón Fernando VII unido al ejército realista del Perú, que combatió en las batallas de Huaqui, Tucumán y Salta y cuyos restos se fusionaron a principios de 1815 con el Batallón de Milicias Provinciales de Potosí, elevado a regimiento de línea.

## Desde la Revolución de Mayo
Desde el 25 de mayo de 1810, las subunidades del Fijo presentes en Buenos Aires se integraron a las Provincias Unidas del Río de la Plata, manteniéndose como regimiento, pese a que sus jefes habían apoyado al virrey Baltasar Hidalgo de Cisneros.
50 soldados del Regimiento fijo de Buenos Aires con sus oficiales integraron la primera expedición auxiliadora al Alto Perú, conformando el luego llamado Ejército del Norte.
Junto con el Regimiento de Dragones de Buenos Aires, el 3 de noviembre de 1810 ambos cuerpos fueron disueltos. Los soldados del Regimiento Fijo de Infantería que se hallaban en el noroeste argentino fueron incorporados al nuevo Regimiento N.º 6 de Infantería, mientras que los que se hallaban en Buenos Aires pasaron al Regimiento de la Estrella.
Decreto de disolución:

Señor Sargento Mayor de la Plaza: habiendo reflexionado la Junta que los Regimiento de Infantería y Dragones de esta provincia, según el estado escasísimo de fuerza en que se halla no pueden servir de utilidad al servicio, siendo por otra parte muy difícil su reorganización, ha decretado su disolución después de maduro examen y resuelto que los Sargentos, Cabos y Soldados del primero pasen al de América y los del segundo a los Húsares del Rey.

El destino de los oficiales que antes pertenecían a estos cuerpos disueltos será el siguiente: el Capitán D José Bolaños pasará de Teniente Coronel al nuevo Regimiento de Infantería, que con el título de Nro 6 se formará de las tropas de la expedición destinada al Perú, en la forma que se expresará después de todos los oficiales del regimiento fijo de Infantería de esta provincia, se incorporarán en el nuevamente creado en la citada expedición. (...) De todas las tropas destinadas a la Expedición del Perú y nuevas agregaciones que ha habido, se formarán dos Regimientos: uno de Infantería con la denominación de Regimiento de Infantería 6 y otro de Caballería con el título de Caballería Ligera.
Para jefes del primero se ha nombrado al Sargento Mayor D Juan José Viamonte por Coronel, al Capitán D José Bolaños por Teniente Coronel y al Teniente Coronel D Estanislao Díaz Vélez por Sargento Mayor. Para segundo se ha nombrado al Teniente Coronel D Juan Francisco Borges, por Teniente Coronel, y al Capitán del Real Cuerpo de Artillería Volante, D Toribio de Luzuriaga, por sargento Mayor, debiendo tenerse entendido que todas las tropas que existen en la referida expedición al Perú quedan separadas de los Cuerpos de esta guarnición a que pertenecían, a excepción de las Campañas del Regimiento de Húsares del Rey y del de Castas, pues éstas no estarán en las fuerzas de los nuevos Regimientos y estarán sujetas a sus respectivos Cuerpos a donde han de retirarse cuando convenga.

Todo lo cual prevengo a Vuestra Merced de acuerdo de la Junta, para que lo haga entender en la Orden General de la Plaza.
 Dios guarde a Vuestra Merced.
 Buenos Aires, 3 de noviembre de 1810
 Cornelio Saavedra, Coronel.